# Lãnh thổ Indiana
Lãnh thổ Indiana (tiếng Anh: Indiana Territory) từng là một Lãnh thổ hợp nhất có tổ chức của Hoa Kỳ, tồn tại từ ngày 4 tháng 7 năm 1800 cho đến 7 tháng 11 năm 1816 khi phần phía nam của lãnh thổ được phép gia nhập liên bang để trở thành tiểu bang Indiana.
Lãnh thổ Indiana được thành lập theo một đạo luật tổ chức của Quốc hội Hoa Kỳ và được tổng thống John Adams ký thành luật vào ngày 7 tháng 5 năm 1800, có hiệu lực vào ngày 4 tháng 7 năm đó. Đây là lãnh thổ mới đầu tiên được thành lập từ đất đai của Lãnh thổ Tây Bắc, một lãnh thổ được tổ chức vào năm 1787 theo Sắc lệnh Tây Bắc. Ban đầu lãnh thổ rộng khoảng 259,824 dặm vuông Anh (672,94 km2) nhưng bị giảm diện tích đến hai lần khi nó được phân chia thêm thành các lãnh thổ mới.
Lãnh thổ này thoạt đầu do William Henry Harrison coi quản. Ông là người lo việc thương thuyết với các bộ lạc bản địa Mỹ để mở rộng các phần đất lớn của lãnh thổ cho người định cư da trắng. Năm 1810, một chính quyền dân cử được thành lập khi lãnh thổ tiếp tục tăng dân số, phát triển hệ thống đường sá căn bản, hệ thống giáo dục và chính quyền. Vào lúc Chiến tranh Tecumseh bùng nổ, lãnh thổ nằm ngay tại tuyến đầu của cuộc chiến. Harrison lãnh đạo một lực lượng quân sự đối đầu mở màng cho trận Tippecanoe, và sau đó là cuộc xâm nhập Canada trong cuộc Chiến tranh 1812. Thomas Posey được bổ nhiệm cho chức vụ thống đốc bỏ trống nhưng đảng đối lập, do nghị sĩ Jonathan Jennings lãnh đạo, thống trị mọi công việc của lãnh thổ trong những năm còn lại của lãnh thổ và bắt đầu làm áp lực đòi được phép trở thành tiểu bang. Tháng 6 năm 1816, đại hội hiến pháp được tổ chức và chính quyền tiểu bang được thành lập. Lãnh thổ bị giải thể ngày 7 tháng 11 năm 1816 sau khi quốc hội thông qua một đạo luật cho phép thành lập tiểu bang Indiana.

## Các ranh giới ban đầu của lãnh thổ
Địa giới của Lãnh thổ Indiana gồm có khu vực đất thuộc Lãnh thổ Tây Bắc nằm về phía tây đường phân định chạy từ bờ sông đối diện cửa sông Kentucky ở đông bắc cho đến Fort Recovery, và từ đó đi về hướng bắc dọc theo một đường phân định trong khoảng kinh tuyến 83 độ 45 phút Tây. Ban đầu lãnh thổ gồm có phần lớn tiểu bang Indiana ngày nay và tất cả các tiểu bang Illinois và Wisconsin ngày nay cũng như một số mảnh của ba tiểu bang khác ngày nay: một phần của Minnesota ở phía đông sông Mississippi, gần như toàn bộ Bán đảo Thượng và phân nửa phía tây của Bán đảo Hạ của Michigan, và sau hết là một dải đất hẹp của Ohio nằm ở phía bắc và phía tây Fort Recovery. Phần đất cuối vừa kể thuộc tiểu bang Ohio khi nó được phép gia nhập liên bang vào năm 1803. Cùng thời gian năm 1803, ranh giới đông nam bị dời từ điểm đối diện sông Kentucky đến cửa sông Great Miami. Phần phía đông của Michigan được đưa vào Lãnh thổ Indiana vào lúc đó. Diện tích của Lãnh thổ Indiana giảm thiểu vào năm 1805 khi thành lập Lãnh thổ Michigan, và năm 1809 khi thành lập Lãnh thổ Illinois.

## Chính quyền

### Các thống đốc
| # | Tên                    | Nhậm chức            | Rời nhiệm sở         | Được bổ nhiệm bởi                           |
| - | ---------------------- | -------------------- | -------------------- | ------------------------------------------- |
| 1 | William Henry Harrison | 13 tháng 5 năm 1800  | 28 tháng 12 năm 1812 | John Adams, Thomas Jefferson, James Madison |
|   | John Gibson            | 28 tháng 12 năm 1812 | 2 tháng 3 năm 1813   | Quyền thống đốc                             |
| 2 | Thomas Posey           | 3 tháng 3 năm 1813   | 7 tháng 11 năm 1816  | James Madison                               |

### Lập pháp

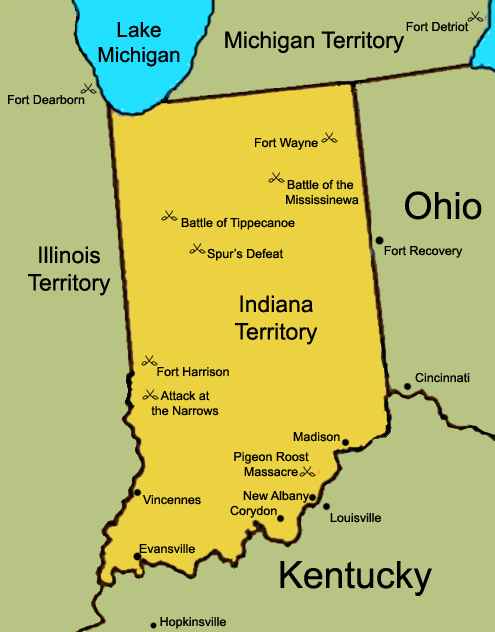
Bản đồ Lãnh thổ Indiana năm 1812 mô tả các nơi và trận đánh nổi tiếng trong Chiến tranh 1812

Khi Lãnh thổ Indiana được thành lập, không có luật lệ nào cho phép thành lập một chính quyền dân cử. Quốc hội Hoa Kỳ cho phép tổng thống Hoa Kỳ quyền lực bổ nhiệm một tòa án chung để phục vụ trong vai trò ngành lập pháp và tư pháp của chính quyền lãnh thổ. Tòa án có năm thành viên và tổng thống có nhiệm vụ chọn ra một thành viên để làm thống đốc lãnh thổ. Đây vẫn là hình thức chính quyền lãnh thổ cho đến năm 1805 khi quốc hội cho phép lãnh thổ quyền hợp thức hóa chủ nghĩa nô lệ nếu họ chọn. Để làm vậy, quốc hội bãi bỏ quyền lực lập pháp của tòa án, và chỉ để lại cho tòa án quyền lực tư pháp nhưng thống đốc vẫn phải được tổng thống bổ nhiệm. Việc thành lập một hội đồng lập pháp mới được chấp thuận và mỗi quận trong lãnh thổ được phép bầu ra một đại diện cho mỗi quận. Hội đồng này có quyền thông qua luật lệ nhưng tất cả phải được thống đốc lãnh thổ chấp thuận trước khi chúng có hiệu lực.
Năm 1809, bộ phận lập pháp lại bị quốc hội thay đổi thành một bộ phận lưỡng viện. Một hạ viện được thành lập với số đại biểu được phân chia theo tỉ lệ dân số. Sau đó hạ viện sẽ chọn ra 10 ứng viên để tổng thống qua lời đề nghị của thống đốc sẽ chọn ra 5 người còn lại để thành lập một hội đồng. Hội đồng này phục vụ trong vai trò thượng viện của ngành lập pháp lãnh thổ. Từ đó, cơ cấu lập pháp này vẫn không thay đổi trong khoảng thời gian tồn tại còn lại của lãnh thổ.

### Đại biểu Quốc hội Hoa Kỳ
Đại biểu quốc hội của Lãnh thổ Indiana được bầu chung trong một cuộc bầu cử toàn lãnh thổ. Đại biểu này tham dự quốc hội với quyền tranh luận, giới thiệu luật, và phục vụ trong các ủy ban nhưng không có quyền biểu quyết đối với các dự luật.
| Đại biểu             | Năm                                         | Đảng chính trị   |
| -------------------- | ------------------------------------------- | ---------------- |
| Benjamin Parke       | 12 tháng 12 năm 1805 – 1 tháng 3 năm 1808   | không            |
| Jesse Burgess Thomas | 22 tháng 10 năm 1808 – 3 tháng 3 năm 1809   | Dân chủ-Cộng hòa |
| Jonathan Jennings    | 27 tháng 11 năm 1809 – 11 tháng 12 năm 1816 | không            |

### Các viên chức cao cấp khác
Chính phủ liên bang Hoa Kỳ trả lương thống đốc, lập pháp, và hội đồng tư pháp nhưng không cấp quỹ cho bất cứ chức vụ nào khác trong chính quyền lãnh thổ, Đầu tiên, lãnh thổ có rất hạn chế thu nhập và không thể trả lương cho một chính quyền rộng lớn. Khi dân số gia tăng, nguồn thu nhập phát triển, vì vậy độ lớn và phạm vi chính quyền với các chức vụ mới được thành lập vào các thời kỳ khác nhau. Nguồn thu nhập chính yếu của lãnh thổ là từ bán đất liên bang. Lãnh thổ thu về 3% giá trị tiền thu được sau mỗi làn bán đất. Thuế bất động sản và các cuộc trao đổi thương mại với người bản địa Mỹ cũng góp một số tiền thu nhập nhỏ hơn.
Trưởng lãnh thổ vụ
| # | Tên         | Nhậm chức          | Rời nhiệm           | Đảng             | Quê nhà            | Ghi chú |
| - | ----------- | ------------------ | ------------------- | ---------------- | ------------------ | ------- |
| 1 | John Gibson | 4 tháng 7 năm 1800 | 7 tháng 11 năm 1816 | Dân chủ-Cộng hòa | Quận Knox, Indiana |         |

Thanh tra
| # | Tên            | Nhậm chức | Rời nhiệm | Quê nhà            | Ghi chú |
| - | -------------- | --------- | --------- | ------------------ | ------- |
| 1 | William Prince | 1810      | 1813      | Vincennes, Indiana | [ 6 ]   |
| 2 | Davis Floyd    | 1813      | 1814      | Corydon, Indiana   |         |

Trưởng ngân khố
| # | Tên                         | Nhậm chức | Rời nhiệm | Quê nhà            | Ghi chú |
| - | --------------------------- | --------- | --------- | ------------------ | ------- |
| 1 | General Washington Johnston | 1813      | 1814      | Vincennes, Indiana |         |
| 2 | Davis Floyd                 | 1814      | 1816      | Corydon, Indiana   |         |

Tổng biện lý
| # | Tên             | Nhậm chức | Rời nhiệm | Quê nhà             | Ghi chú |
| - | --------------- | --------- | --------- | ------------------- | ------- |
| 1 | Benjamin Parke  | 1804      | 1808      | Quận Knox, Indiana  |         |
| 2 | John Rice Jones | 1808      | 1816      | Quận Clark, Indiana |         |

## Lịch sử

### Bối cảnh

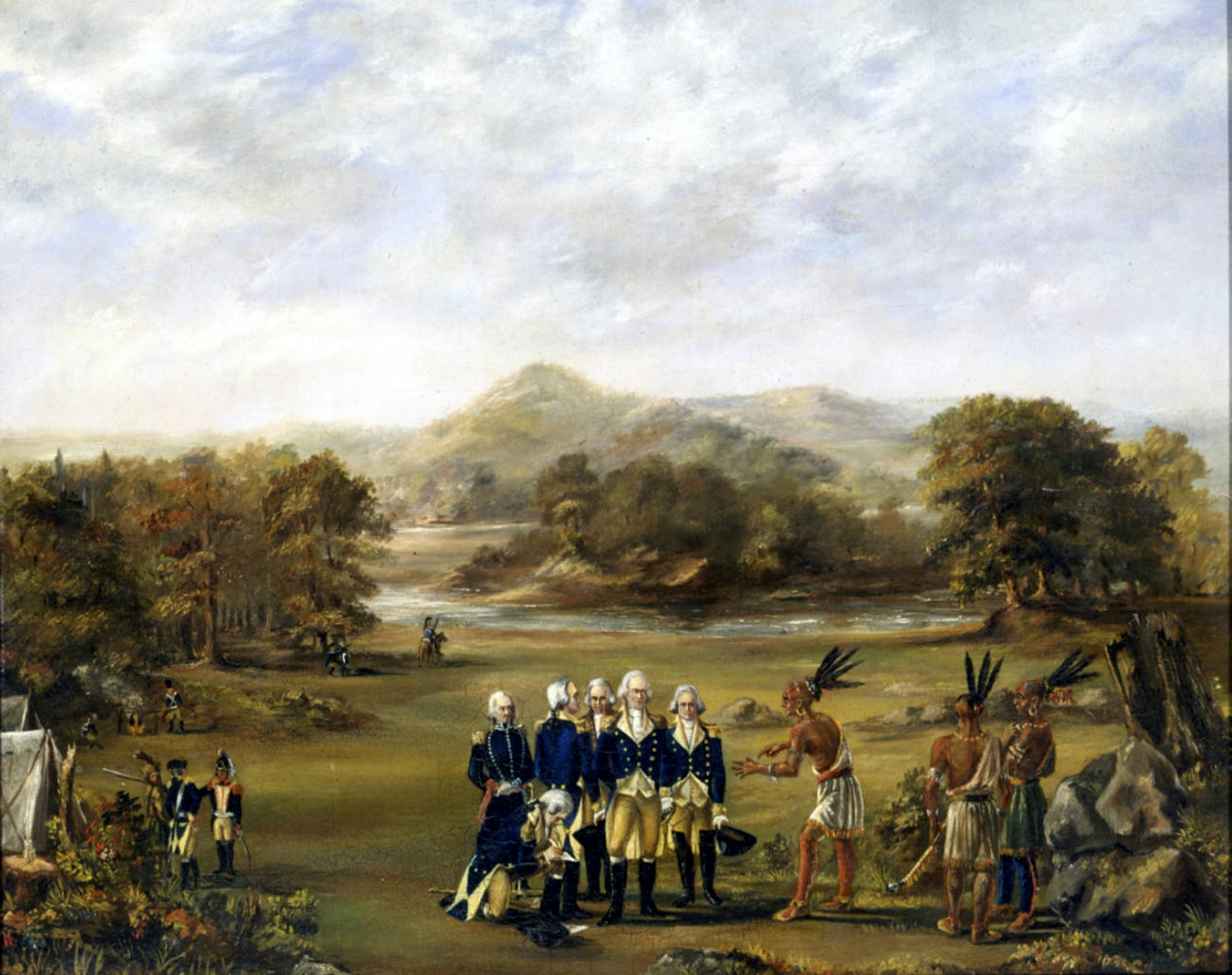
Anthony Wayne thương thuyết hòa bình thành công với Liên minh người Bản địa Tây Bắc bằng Hiệp ước Greenville.

Lãnh thổ Tây Bắc được Quốc hội Hợp bang thành lập ngày 13 tháng 7 năm 1787. Lãnh thổ này bao gồm tất cả vùng đất nằm giữa Appalachia và sông Mississippi, Ngũ Đại Hồ và sông Ohio. Lãnh thổ đơn độc này sau này trở các tiểu bang Ohio, Michigan, Indiana, Illinois, Wisconsin, và đông Minnesota. Đạo luật Lãnh thổ Tây Bắc đưa tất cả lãnh thổ mới thu được vào được khảo sát theo Sắt lệnh Đất đai 1785 để Hoa Kỳ phát triển trong tương lai. Đạo luật này cũng tạo ra một cơ quan hành chính để trông coi lãnh thổ.
Vào lúc lãnh thổ được thành lập, chỉ có 3 khu định cư của người Mỹ tại khu vực mà sau này trở thành Lãnh thổ Indiana, đó là Vincennes, Kaskaskia và Clark's Grant. Tổng dân số khoảng dưới 5 ngàn người châu Âu. Dân số người bản địa Mỹ được ước tính vào khoảng gần 20 ngàn người nhưng có thể lên đến 75 ngàn người.
Năm 1785, Chiến tranh Bản địa Tây Bắc bắt đầu. Trong cố gắng kết thúc cuộc nổi dậy của người bản địa, thị trấn Kekionga của người Miami bị tướng Josiah Harmar và thống đốc Lãnh thổ Tây Bắc là Arthur St. Clair tấn công nhưng thất bại. Sự bại trận của thống đốc Clair là một cuộc bại trận tệ hại nhất của Lục quân Hoa Kỳ trong lịch sử chống người bản địa Mỹ. Cuộc bại trận đưa đến việc bổ nhiệm tướng "Mad Anthony" Wayne. Ông tổ chức đội quân Lê Dương Hoa Kỳ và đánh bại lực lượng người bản địa Mỹ tại trận Fallen Timbers năm 1794. Năm 1795, Hiệp ước Greenville được ký kết với kết quả phần phía đông Indiana được cắt cho Hoa Kỳ. Doanh trại Miamis tại Kekionga bị Hoa Kỳ chiếm đóng và được xây dựng thành đồn Wayne. Xứ Miami hùng mạnh về sau tự coi mình là đồng minh với Hoa Kỳ sau hiệp ước.

### Thành lập

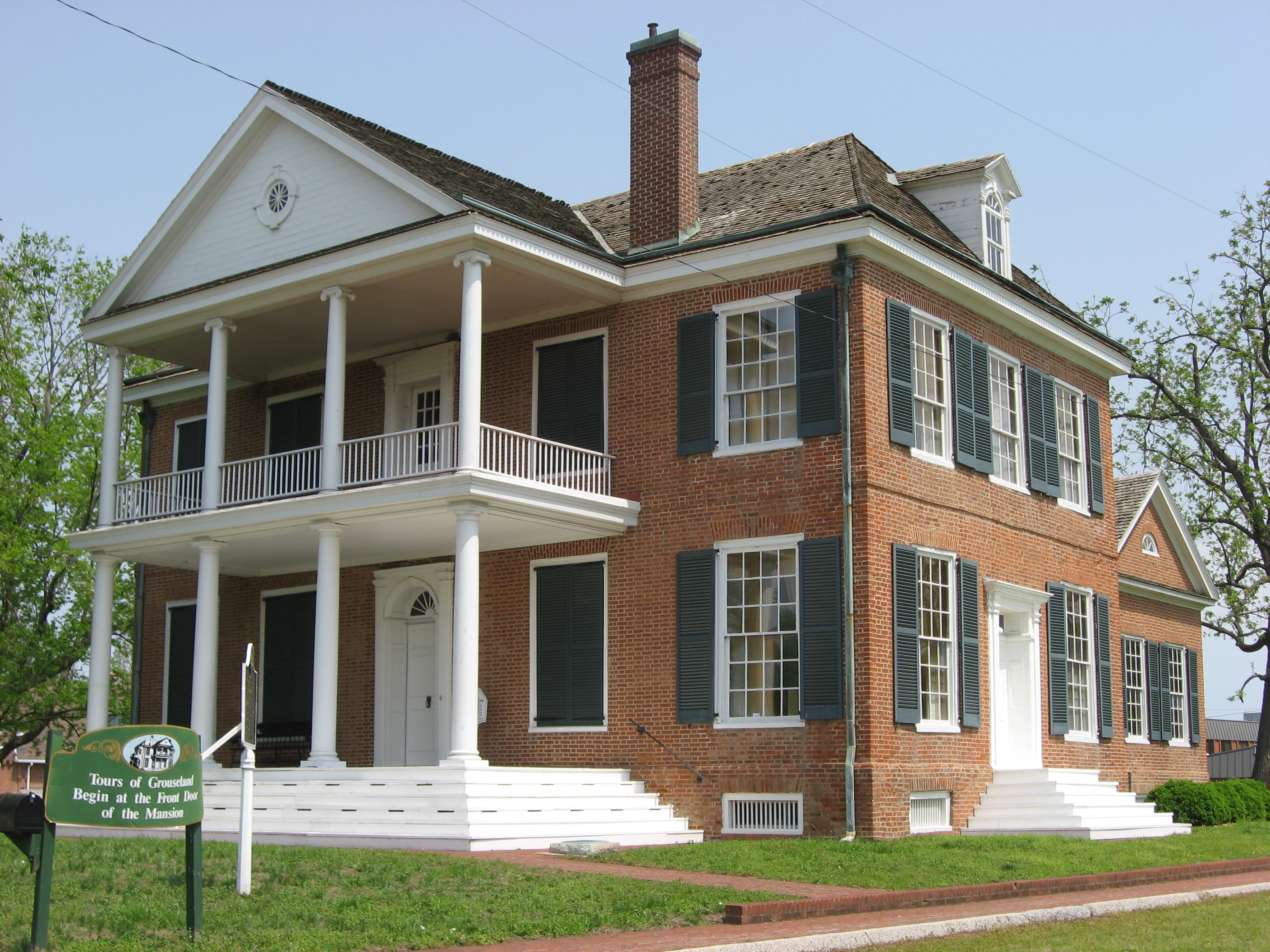
Grouseland, ngôi nhà của thống đốc William Henry Harrison

Ngày 4 tháng 7 năm 1800, Lãnh thổ Indiana được thành lập từ Lãnh thổ Tây Bắc để chuẩn bị cho việc Ohio trở thành tiểu bang. Thủ phủ của lãnh thổ mới là Vincennes, một trạm mậu dịch củ của Pháp và là một trong số khu định cư duy nhất của người da trắng tại lãnh thổ to lớn này. Cái tên Indiana có nghĩa "Đất đai của người bản địa Mỹ" và ám chỉ sự thật rằng phần lớn vùng đất này ở phía bắc sông Ohio vẫn do người bản địa Mỹ sinh sống lúc đó. Ở phía nam của con sông, Kentucky từng là một vùng đất săn bắn truyền thống của các bộ lạc Tây Bắc và bộ lạc khác. Những người định cư xưa nhất tại Kentucky chỉ bờ bắc con sông là đất đai của người bản địa Mỹ. Năm 1768, một số thuộc địa mua phần đất của người Iroquois tuyên bố chủ quyền tại vùng tây bắc và thiết lập Công ty Đất đai Bản địa Mỹ để giữ tuyên bố chủ quyền. Đây là cách sử dụng từ Indiana được ghi nhận đầu tiên. Việc tuyên bố chủ quyền đất đai bị Virginia tranh chấp. Kết quả là tuyên bố chủ quyền của công ty bị bác bỏ trong một vụ xử của Tối cao Pháp viện Hoa Kỳ vào năm 1798. Hai năm sau đó, Quốc hội Hoa Kỳ sử dụng tên của công ty và dùng nó như tên cho lãnh thổ mới lập.
Lãnh thổ Indiana bắt đầu có ba quận: St. Clair (một phần của Illinois ngày nay, nằm ở bên kia sông đối diện St Louis và ở phía nam sông Illinois), Randolph (một phần của Illinois ngày nay, ở phía nam Quận St. Clair), và Knox (Indiana ngày nay, một số phần đất thuộc Illinois, Michigan và Wisconsin ngày nay). Cũng có một khu vực tương ứng gần bằng miền bắc Illinois, phần lớn Wisconsin, góc đông bắc của Minnesota, và phần phía tây của bán đảo thượng của Michigan.
Thống đốc lãnh thổ đầu tiên là William Henry Harrison. Quận Harrison được đặt tên để vinh danh ông. Ông được quốc gia biết đến trong nhiệm kỳ thống đốc vì là một vị anh hùng của trận Tippecanoe. Sau này ông trở thành tổng thống thứ chín của Hoa Kỳ. Harrison làm thống đốc từ ngày 13 tháng 5 năm 1800 đến ngày 28 tháng 12 năm 1812. Harrison không đến lãnh thổ để làm thống đốc mãi cho đến tháng 1 năm 1801. John Gibson, trưởng lãnh thổ vụ, phục vụ trong vai trò quyền thống đốc từ khi lãnh thổ được thành lập cho đến khi Harrison đến nhận chức. Thống đốc cai quản lãnh thổ với sự trợ lực của một ban gồm ba thẩm phán của tòa án tổng quát. Tòa án phục vụ trong vai trò của cơ quan tư pháp và lập pháp cao nhất tại lãnh thổ. Các thành viên của tòa án này do thống đốc bổ nhiệm.
Trong vai trò một thống đốc lãnh thổ, giai đoạn đầu tiên theo như được ghi trong Sắc lệnh Tây Bắc, Harrison có quyền lực mở rộng tại lãnh thổ mới trong đó có quyền bổ nhiệm tất cả các viên chức chính quyền lãnh thổ cũng như đại hội đồng lãnh thổ, quyền ra lệnh chia lãnh thổ thành các địa khu. Harrison năng nổ mở rộng lãnh thổ vì sự nghiệp chính trị của ông có liên hệ mật thiết với việc Indianna vươn lên để trở thành một tiểu bang. Năm 1803 tổng thống Hoa Kỳ Thomas Jefferson cho phép Harrison thương thuyết và thu xếp các hiệp ước với các bộ lạc người bản địa Mỹ tại lãnh thổ. Harrison trông coi việc ký kết 13 hiệp ước, mua hơn 60.000.000 mẫu Anh (240.000 km2) đất đai từ các lãnh tụ người bản địa Mỹ. Trong số đất đai này là phần lớn miền nam tiểu bang Indiana ngày nay.
Hiệp ước Vincennes là hiệp ước đầu tiên mà Harrison thương thuyết khi có quyền lực mới của mình. Năm 1803 ông mời các lãnh tụ của các bộ lạc địa phương đến Vincennes để ký một hiệp ước công nhận quyền làm chủ vùng đất Vincennes của người Mỹ. Khu vực này trước đó bị George Rogers Clark chiếm được từ Pháp trong cuộc Chiến tranh Cách mạng Mỹ. Hiệp ước Grouseland năm 1805 giúp Hoa Kỳ lấy thêm được tất cả tây nam Indiana. Tuy nhiên căng thẳng gia tăng tại vùng biên cương và gần như đến lúc bùng nổ sau khi Hiệp ước Fort Wayne đầy tranh cãi được ký kết vào năm 1809. Trong hiệp ước này, Harrison mua trên 250.000.000 mẫu Anh (1.000.000 km2) đất đai của người bản địa Mỹ tại miền trung Indiana và miền đông Illinois.
Sự sẵn có đất rẻ giúp cho dân số lãnh thổ tăng nhanh với hàng ngàn người định cư mới tìm đến vùng lãnh thổ này mỗi năm. Các khu định cư lớn bắt đầu mọc lên quanh vùng Ngũ Đại Hồ, sông Ohio, sông Wabash, và sông Mississippi. Tuy nhiên, phần lớn vùng nội địa vẫn do các bộ lạc người bản địa sinh sống và không được định cư.

### Địa khu Louisiana
Từ ngày 1 tháng 10 năm 1804 cho đến 4 tháng 7 năm 1805, quyền hành pháp của Địa khu Louisiana được tạm thời giao cho thống đốc và các thẩm phán của Lãnh thổ để trông coi các vùng đất vừa mới mua được. Theo các điều khoản của đạo luật thành lập chính quyền tạm thời, thống đốc và các thẩm phán của Lãnh thổ Indiana theo dự trù sẽ họp mặt mỗi năm hai lần tại St. Louis, Missouri. Cư dân của địa khu mới phản đối nhiều điều khoản của chính phủ Hoa Kỳ mới. Thí dụ như họ phản đối việc sử dụng thông luật thay luật dân sự. Ngày 4 tháng 7 năm 1805, Địa khu Louisiana có hiệu lực được tổ chức thành một khu hành chính riêng biệt với tên gọi là Lãnh thổ Louisiana.
Một trong số các sự kiện nổi bật nhất trong thời kỳ này là Hiệp ước St. Louis mà theo đó bộ lạc Sac và bộ lạc Fox nhượng lại đông bắc Missouri, miền bắc Illinois và miền nam Wisconsin cho Hoa Kỳ. Oán thù vì hiệp ước này nên các bộ lạc đã đứng theo phe Vương quốc Anh trong Chiến tranh 1812 bằng các cuộc đột kích dọc theo sông Missouri, Ohio và Mississippi cũng như họ đã gây ra cuộc Chiến tranh Black Hawk năm 1832.

### Chính trị

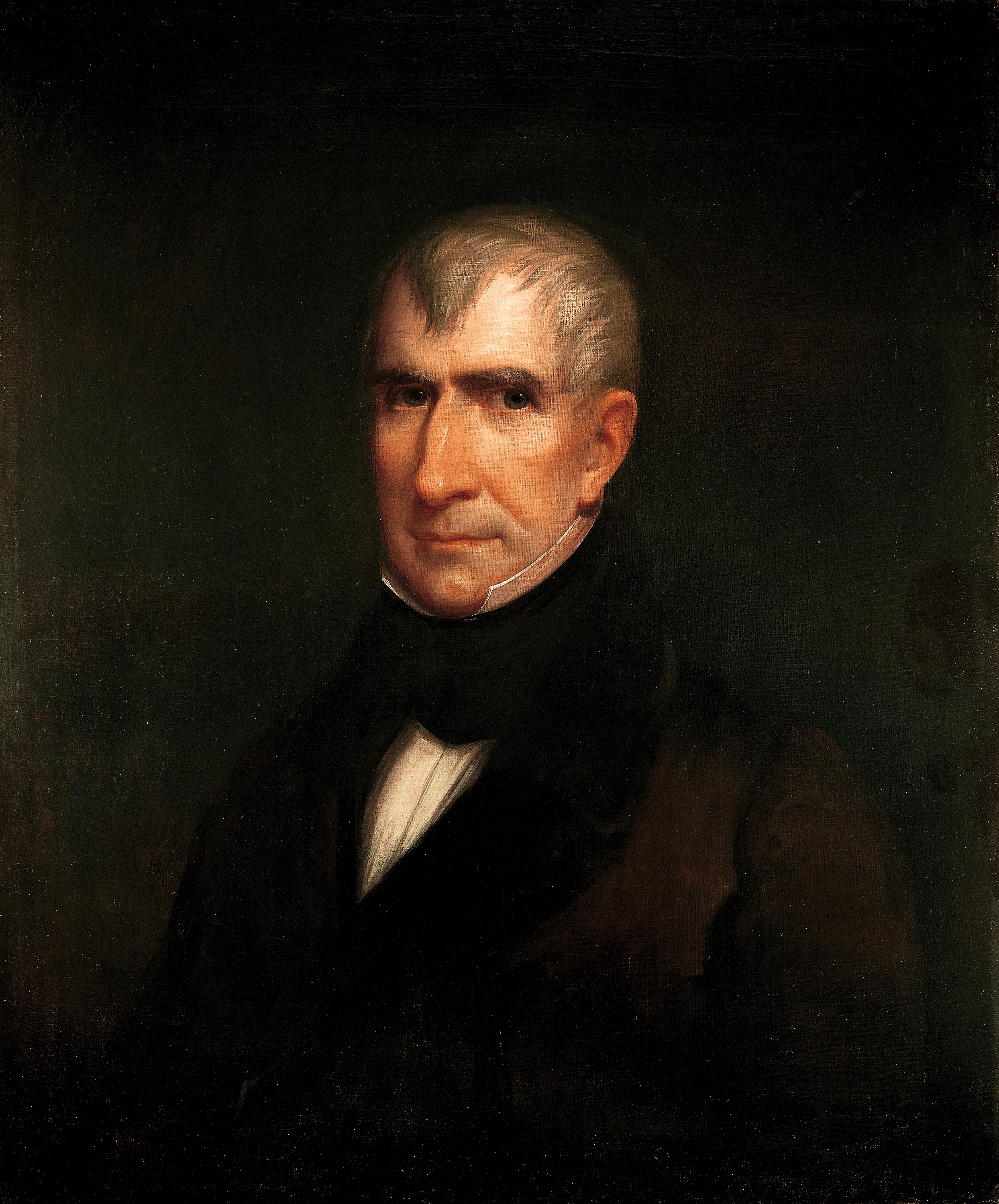
William Henry Harrison, thống đốc đầu tiên của Lãnh thổ Indiana từ năm 1801 đến 1812 và là tổng thống Hoa Kỳ thứ 9

Năm 1803, Harrison bắt đầu vận động hành lang tại Quốc hội Hoa Kỳ để bãi bỏ Điều khoản 6 trong Sắc lệnh Tây Bắc, nghiêm cấm chủ nghĩa nô lệ tại Lãnh thổ Tây Bắc nguyên thủy. Mục đích của cuộc vận động bãi bỏ điều khoản là để hợp pháp hóa chủ nghĩa nô lệ tại Lãnh thổ Indiana. Ông tuyên bố việc hợp pháp hóa chủ nghĩa nô lệ là cần thiết để giúp vùng này thêm hấp dẫn đối với người định cư và sau đó là giúp lãnh thổ dễ sống hơn về mặt kinh tế. Lãnh thổ được phép có đại biểu trong Quốc hội Hoa Kỳ vào năm 1805, và nhân vật ủng hộ chủ nghĩa nô lệ Benjamin Parke trở thành đại biểu đầu tiên của lãnh thổ tại quốc hội. Parke dùng vị thế của mình để được Quốc hội ủng hộ cuộc vận động hành lang của Harrison. Kết quả là Điều khoản 6 trong Sắc lệnh Tây Bắc bị đình chỉ trong 10 năm. Các lãnh thổ bị ràng buộc bởi sắc lệnh cũng được phép hợp pháp hóa chủ nghĩa nô lệ. Cũng qua cùng đạo luật đó, Quốc hội Hoa Kỳ bãi bỏ quyền lực hành pháp của toàn án tổng quát và lập ra một hội đồng lập pháp do dân chúng bầu lên.
Những cố gắng của Harrison đã gây ra sự bực bội không nhỏ trong số nhiều người theo giáo phái Quakers định cư ở phía đông lãnh thổ. Họ đáp trả bằng cách thành lập một đảng phái chống chủ nghĩa nô lệ. Trong cuộc bầu cử năm 1805, Davis Floyd của Quận Clark là đại biểu duy nhất chống chủ nghĩa nô lệ được bầu vào hội đồng lập pháp. Các dự luật của Harrison nhằm hợp pháp hóa chủ nghĩa nô lệ bị ngăn cản bởi các đại biểu từ Quận St. Clair. Họ từ chối hợp pháp hóa chủ nghĩa nô lệ trừ khi Harrison ủng hộ thỉnh cầu của họ thành lập một lãnh thổ riêng biệt mà Harrison chống đối. Năm 1809, dân định cư của Quận St. Clair thỉnh cầu Quốc hội Hoa Kỳ thành lập một lãnh thổ riêng biệt. Mặc dù Harrison không chấp thuận nhưng Lãnh thổ Illinois vẫn được thành lập. Cùng năm đó, Quốc hội Hoa Kỳ cho phép Lãnh thổ Indiana quyền bầu ra một hạ viện lãnh thổ. Harrison thấy mình bị đối đầu với ngành lập pháp khi đảng chống chủ nghĩa nô lệ giành được quyền lực trong cuộc bầu cử năm đó. Họ lập tức bãi bỏ nhiều trong số các kế hoạch của ông về vấn đề nô lệ.
Thủ phủ lãnh thổ vẫn nằm tại Vincennes trong 13 năm, Sau khi lãnh thổ được tái tổ chức năm 1809 và Lãnh thổ Illinois được tách ra, Vincennes lúc đó nằm trên rìa viễn tây của Lãnh thổ Indiana. Vì lý do nằm xa ở phía tây nên lập pháp lãnh thổ lập kế hoạch di chuyển thủ phủ đến một nơi gần trung tâm dân số hơn. Madison, Jeffersonville, và Corydon cạnh tranh nhau để trở thành thủ phủ mới. Harrison muốn chọn Corydon, một thị trấn ông thành lập và đặt tên trước đó và cũng là nơi ông làm chủ một địa sản. Tòa nhà thủ phủ mới được xây xong năm 1813 và chính quyền nhanh chóng dời về Corydon sau khi Chiến tranh 1812 bùng nổ vì sợ một cuộc tấn công vào Vincennes.

### Chiến tranh Tecumseh

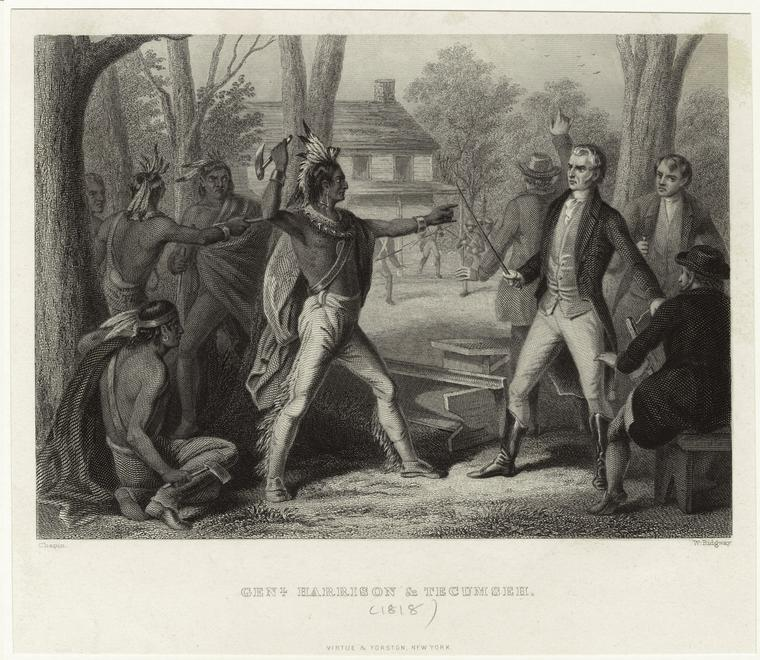
Tại Vincennes năm 1810, Tecumseh không dằn được sự tức giận khi William Henry Harrison từ chối hủy bỏ Hiệp ước Fort Wayne.

Một phong trào phản kháng của người bản địa Mỹ chống lại sự bành trướng của Hoa Kỳ đã bắt đầu phát triển quanh hai anh em thuộc bộ lạc Shawnee là Tecumseh và Tenskwatawa (nhà tiên tri). Phong trào này được biết với tên gọi là Chiến tranh Tecumseh. Tenskwatawa thuyết phục các bộ lạc người bản địa rằng họ sẽ được bảo vệ bởi đấng siêu nhiên vĩ đại và họ sẽ không bị tổn thương nào nếu họ nổi lên chống lại người da trắng. Ông khuyến khích sự phản kháng bằng cách bảo các bộ lạc rằng chỉ nên trả phân nửa những gì họ thiếu những người buôn bán da trắng và từ bỏ tất cả những kiểu cách gì của người da trắng, thí dụ như quần áo, rượu whiskey, và súng. Năm 1810, Tecumseh cùng với khoảng 400 chiến binh vũ trang di hành đến Vincennes. Tại đây ông đối mặt Harrison và đòi hủy bỏ Hiệp ước Fort Wayne. Mặc dù Harrison từ chối hủy bỏ hiệp ước nhưng các chiến binh bản địa bỏ đi một cách hòa bình. Tuy nhiên, Tecumseh rất giận dữ và đe dọa trả đũa. Sau cuộc gặp mặt đó, Tecumseh đi gặp nhiều bộ lạc trong vùng với hy vọng thành lập một liên minh để đánh người Mỹ.
Năm 1811, trong lúc Tecumseh vẫn còn ở xa, Harrison được bộ trưởng chiến tranh là William Eustis cho phép hành quân chống lại liên minh thù địch để biểu dương lực lượng. Harrison cùng với một đơn vị gồm một ngàn quân di chuyển lên phía bắc trong một nỗ lực đe dọa bộ lạc Shawnee làm hòa. Mưu đồ này bị thất bại và các bộ lạc mở một cuộc tấn công chóp nhoáng vào quân của Harrison vào sáng sớm ngày 6 tháng 11. Trận đánh này được biết với tên gọi trận Tippecanoe. Cuối cùng Harrison giành được chiến thắng lừng danh của mình tại Prophetstown, gần sông Wabash và sông Tippecanoe. Harrison được tuyên dương công khai là một anh hùng quốc gia mặc dù sự thật rằng quân số của ông đông hơn quân của các bộ lạc và chịu nhiều tổn thất về nhân mạng hơn. Trận đánh mang đến cho ông danh tiếng tầm cỡ quốc gia và biệt danh "Old Tippecanoe". Chiến thắng này mở rộng vùng trung tâm Indiana cho định cư và cho phép người định cư di chuyển xa hơn một cách an toàn bên ngoài vành đai phía nam của tiểu bang.

### Chiến tranh 1812
Chiến tranh giữa Tecumseh và Harrison nhập vào cuộc Chiến tranh 1812 khi liên minh bản địa Mỹ liên kết đồng minh với lực lượng Anh tại Canada. Tháng 5 năm 1812, một cuộc họp tất cả các lãnh tụ bộ lạc trong vùng được tổ chức trong làng Mississinewa của bộ lạc Miami do tù trưởng Little Turtle chủ trì. Đa số bộ lạc quyết định giữ trung lập trong suốt cuộc xung đột và bác bỏ các kế hoạch nổi loạn tiếp tục của Tecumseh. Tuy bị nhiều bộ lạc bỏ rơi nhưng Tecumseh vẫn tiếp tục lãnh đạo lực lượng yếu dần của mình chống người Mỹ, và di chuyển xa hơn về phía bắc là nơi ông có thể nhận được sự hậu thuẫn từ quân đội Anh. Những người theo ông còn lại phía sau vẫn tiếp tục đột kích vùng quê và lâm chiến trong trận bao vây đồn Harrison. Đây là chiến thắng trên bộ đầu tiên của Lục quân Hoa Kỳ trong suốt cuộc chiến. John Gibson phục vụ trong vai trò quyền thống đốc trong suốt thời gian Chiến tranh 1812 trong khi Harrison lãnh đạo quân đội. Sau khi Harrison được thay thế vào tháng 6 năm 1812, Gibson tiếp tục làm quyền thống đốc cho đến khi thống đốc mới Thomas Posey đến nhận nhiệm sở vào tháng 5 năm 1813.
Vô số các trận đánh khác xảy ra trong tiểu bang Indiana hiện đại gồm có trận vây đồn Wayne, vụ thảm sát Pigeon Roost và trận Mississinewa. Phần đông người bản địa Mỹ vẫn thụ động trong suốt cuộc chiến, nhưng có nhiều vụ đụng độ giữa người định cư và các bộ lạc dẫn đến cái chết của hàng trăm người trong lãnh thổ. Hiệp ước Ghent, được ký kết năm 1814, kết thúc chiến tranh và làm cho người định cư Mỹ bớt lo âu vỉ mối đe dọa của người Anh gần đó và đồng minh bản địa của họ.

### Trở thành tiểu bang

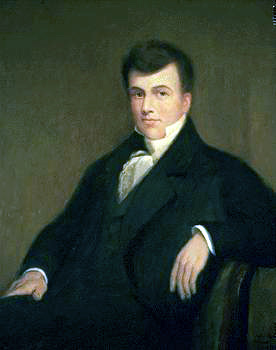
Nghị sĩ Jonathan Jennings, đại biểu của Lãnh thổ Indianna tại Quốc hội Hoa Kỳ

Năm 1812, Jonathan Jennings đánh bại ứng cử viên do Harrison chọn lựa và trở thành đại biểu của lãnh thổ tại Quốc hội Hoa Kỳ. Jennings sử dụng vị thế của mình để tìm cách tăng tốc đường trở thành tiểu bang cho Indiana bằng cách giới thiệu dự luật cho phép Indiana trở thành tiểu bang mặc dù dân số của toàn lãnh thổ khi đó dưới 25 ngàn người. Jennings làm điều này ngược lại ý muốn của thống đốc sắp nhậm chức là Thomas Posey. Có bất đồng được ghi nhận giữa hai người về đề tài này. Không có hành động nào được đưa ra để thảo luận về dự luật này vì Chiến tranh 1812 bùng nổ.
Thomas Posey được bổ nhiệm làm thống đốc lãnh thổ vào ngày 3 tháng 3 năm 1813, và phục vụ cho đến khi thống đốc tiểu bang đầu tiên tuyên thệ nhậm chức vào ngày 7 tháng 11 năm 1816.
Tháng 2 năm 1815, Hạ viện Hoa Kỳ bắt đầu tranh luận về việc cho phép Lãnh thổ Indiana trở thành tiểu bang. Đầu năm 1816, lãnh thổ chấp thuận một cuộc điều tra dân số và Pennington được giao trọng trách làm tổng thanh tra cho cuộc điều tra dân số. Dân số lãnh thổ được tìm thấy là 63.897 người, như vậy trên ngưỡng cần có để một lãnh thổ trở thành tiểu bang như đã được nói đến trong Sắc lệnh Tây Bắc. Ngày 13 tháng 5 năm 1816, đạo luật thực thi được thông qua và lãnh thổ được phép thành lập một chính quyền tiểu bang nhưng phải được Quốc hội Hoa Kỳ chấp thuận. Đại hội hiến pháp họp tại Corydon vào năm 1816. Hiến pháp đầu tiên của tiểu bang được thảo xong ngày 10 tháng 6 và các cuộc bầu cử được tổ chức vào tháng 8 để tìm người cho các chức vụ của chính quyền tiểu bang mới. Tháng 11 năm đó, Hiến pháp được Quốc hội Hoa Kỳ chấp thuận và chính quyền lãnh thổ bị bãi bỏ, kết thúc sự tồn tại của Lãnh thổ Indiana và thay nó bằng tiểu bang Indiana.

## Tưởng niệm
Lãnh thổ Indiana được tưởng niệm bằng một buổi lễ hàng năm ở Corydon tại địa điểm trung tâm quanh tòa nhà quốc hội lãnh thổ. Buổi lễ gồm có các diễn viên trong trang phục thời kỳ đó, tham gia diễn lại các sự kiện quá khứ và đóng vai như một số người định cư nổi tiếng xưa của Indiana. Các buổi lễ tưởng niệm khác cũng xảy ra tại Vincennes và Madison. Lịch sử thời kỳ này cũng được ghi trên các bia mốc và tượng đài lịch sử được dựng khắp cựu lãnh thổ.